# Campeonato Nacional de Federaciones
El Campeonato Nacional de Federaciones es el máximo evento a nivel de selecciones de básquetbol de las ligas o federaciones a nivel nacional de Paraguay. En el mismo están representados todos los departamentos y distritos. Es organizado por la Confederación Paraguaya de Básquetbol.

## Equipos participantes
En la temporada 2024, segunda edición del torneo, participaron un total de 8 equipos.
| Federación                                  | Distrito/Departamento que representa |
| ------------------------------------------- | ------------------------------------ |
| Federación Paranaense de Básquetbol         | Alto Paraná                          |
| Federación de Básquetbol de Amambay         | Amambay                              |
| Federación Concepcionera de Básquetbol      | Concepción                           |
| Federación Caaguaceña de Básquet            | Caaguazú                             |
| Federación Encarnacena de Básquetbol        | Encarnación                          |
| Federación Guaireña de Básquetbol           | Guairá                               |
| Federación de Básquetbol de Colonias Unidas | Obligado, Hohenau y Bella Vista      |
| Federación Sanlorenzana de Básquetbol       | San Lorenzo                          |

## Lista de Campeones
| Edición | Año  | Campeón         | Sede                   | Cant. de equipos | Ref   |
| ------- | ---- | --------------- | ---------------------- | ---------------- | ----- |
| I       | 2023 | Pilarense       | Parque Olímpico, Luque | 9                | [ 1 ] |
| II      | 2024 | Colonias Unidas | Parque Olímpico, Luque | 8                | [ 2 ] |

### Títulos por equipo
| Federación      | Campeón | Subcampeón | Años campeón | Años subcampeón |
| --------------- | ------- | ---------- | ------------ | --------------- |
| Pilarense       | 1       | 0          | 2023         |                 |
| Colonias Unidas | 1       | 0          | 2024         |                 |
| Amambay         | 0       | 2          |              | 2023, 2024      |